# 카를 카우프만 (육상 선수)
카를 카우프만(독일어: Carl Kaufmann, 1936년 3월 25일~2008년 9월 1일)은 독일의 육상 선수로 주 종목은 단거리 달리기이다.
카우프만은 처음에는 200m를 전문으로 했으나 1958년에 400m로 변경해 4×400m 계주에서 유럽 선수권 대회 은메달을 획득했다. 1959년 9월 15일부터 1960년 9월 6일 사이에 그는 400m에서 4개의 유럽 기록을 세웠고, 이 기록은 44.9초로 단축되었으며, 이 기록은 1968년 멕시코시티 하계 올림픽까지 남아 있었다.
1960년 하계 올림픽 400m에서 독일 국가대표로 출전하여 은메달을 획득했다. 금메달을 차지하기 위한 카우프만의 절박한 돌진의 결승선 사진은 많은 육상 관련 출판물에서 보여졌다. 카우프만과 데이비스는 모두 44.9초로 새로운 세계 기록을 세웠고 400m를 45초로 달리는 최초의 선수가 되었다. 카우프만은 4×400m 계주에서 팀 동료인 요아킴 레스케, 만프레트 킨더, 요하네스 카이저와 합류하여 은메달을 획득했다.
카우프만은 대회에서 은퇴한 후 카를스루에에서 아마추어 극장을 운영하다가 72세의 나이로 사망했다.